# رنگین‌تاب پشت‌تیره
رنگین‌تاب پشت‌تیره (نام علمی: Brachygalba salmoni) نام یک گونه از تیره رنگین‌تاب است.